# كأس لاوس
كأس لاوس ، هي بطولة كرة قدم رسمية في لاوس ، اسسها من قبل اتحاد لاوس لكرة القدم سنة 2014م، ويشارك فيه أندية مسجلة لدى اتحاد الكرة.